# Pío XII y China
El Papa Pío XII y la Iglesia en China trata de las relaciones de la Santa Sede con China de 1939 a 1958. El Vaticano reconoció los  ritos chinos en 1939, elevó al primer cardenal chino en 1946 y estableció una jerarquía china.
Como parte de su creciente dominio sobre la sociedad china, a principios de la década de 1950, el gobierno  persiguió a la Iglesia católica y a su pueblo, y estuvo a punto de destruirla, suprimiendo la libertad religiosa de su pueblo. En 1957, apoyó el establecimiento de lo que denominó una Iglesia china patriótica y socialista, independiente de Roma.

## Ritos chinos
Durante siglos, la Iglesia católica no reconoció las costumbres  confucianas chinas de honrar a los familiares fallecidos e intentó suprimirlas en favor del dogma católico. Los chinos lo veneraban como un ritual ancestral, pero el Vaticano lo consideraba un ejercicio religioso que entraba en conflicto con el dogma católico. Como resultado, la Iglesia progresó poco en China a finales del siglo XIX y principios del XX.
Un año después de su elección, el Papa Pío XII dio un giro radical a su política. A petición suya, la Congregación para la Evangelización de los Pueblos emitió una nueva instrucción el 8 de diciembre de 1939, por la que las costumbres chinas ya no se consideraban "supersticiosas", sino una forma honorable de estimar a los parientes y, por tanto, permitidas a los cristianos católicos. El decreto papal cambió la situación eclesiástica en China. El Gobierno nacionalista de China estableció relaciones diplomáticas con el Vaticano en junio de 1942, y el primer ministro presentó sus credenciales en enero de 1943. A medida que la Iglesia comenzaba a florecer, Pío XII estableció una jerarquía eclesiástica local; recibió al arzobispo Thomas Tien Ken-sin SVD en el Sagrado Colegio Cardenalicio y más tarde lo elevó a la  Sede de Pekín.

## Iglesia en 1949
Después de la Segunda Guerra Mundial, unos cuatro millones de chinos eran miembros de la fe católica. Era menos del uno por ciento de la población, pero su número aumentó rápidamente. En 1949, existían 20 archidiócesis, 39 prefecturas apostólicas, 3080 misioneros extranjeros y 2557 sacerdotes chinos.
Pero la victoria de las fuerzas comunistas en 1949 y el establecimiento de su gobierno acabaron con estos primeros avances. Los nacionalistas se trasladaron a la isla de Taiwán. El gobierno se resistió a las relaciones con Roma y fomentó la persecución de miles de clérigos y fieles en China. Formó una Iglesia china "patriótica", nombrando al clero y a la jerarquía. Desde entonces, la Iglesia católica perseguida sobrevive con una pequeña fracción de sus efectivos de mediados del siglo XX y opera en secreto "en la clandestinidad". Las pérdidas fueron considerables. Por ejemplo, en 1948, la Iglesia católica gestionaba unos 254 orfanatos y 196 hospitales con 81 628 camas.

## Persecución
El 1 de octubre de 1949, Mao Zedong declaró oficialmente la fundación de la República Popular China. Su constitución de septiembre de 1949 garantizaba todas las libertades vitales, incluida la libertad religiosa, y prohibía la discriminación de los creyentes. Sin embargo, el gobierno estaba comprometido con su visión ideológica del marxismo, que era muy hostil a la religión y apoyaba su erradicación. El partido comunista equiparó rápidamente la afiliación religiosa a una prueba de lealtad política e ideológica. Era especialmente hostil a las entidades religiosas que veía fuera de su control, como consideraba a la Iglesia católica por su relación con el Vaticano y el Papa.
En las ciudades chinas se practicaba la tolerancia hacia las iglesias cristianas, pero en las zonas rurales comenzó la persecución en 1950. Las nuevas leyes contra las actividades contrarrevolucionarias del 23 de julio de 1950 y febrero de 1951 crearon herramientas legales para perseguir a los "enemigos del pueblo". El clero católico tuvo que hacer frente a una mayor supervisión de sus actividades. Obispos y sacerdotes se vieron obligados a realizar trabajos degradantes para ganarse la vida.
Tras el estallido de la guerra de Corea, en la que naciones occidentales como Estados Unidos desempeñaron un papel primordial, los misioneros extranjeros (en su mayoría occidentales) fueron acusados de ser agentes extranjeros, dispuestos a entregar el país a las fuerzas imperialistas. Fueron expulsados de China y nunca se les ha permitido regresar. El gobierno confiscó las propiedades de las misiones. Se abstuvo de encarcelar o ejecutar a los católicos en gran número, ya que temía una guerra internacional con las potencias occidentales. La expulsión de los misioneros extranjeros pretendía simbolizar la liberación de China del imperialismo extranjero.
Se fundó el "Comité Preparatorio del Movimiento de Reforma Tripartita de la Iglesia Cristiana para Oponerse a Estados Unidos y Ayudar a Corea" con el fin de denunciar a los misioneros occidentales en China. Se exigió a todas las iglesias que demonizaran a los misioneros extranjeros (incluso a aquellos con los que habían trabajado durante décadas), y los cristianos chinos que se negaban a acatar la orden eran obligados a inscribirse en sesiones de estudio político.
Y.T. Wu encabezó en julio de 1950 una delegación en nombre de diecinueve iglesias protestantes para reunirse con el primer ministro Zhou Enlai. Juntos redactaron una declaración pidiendo el apoyo de los cristianos al gobierno. Así se creó el Movimiento Patriótico de las Tres Autonomías y las comunidades cristianas de China rompieron todos los lazos con grupos extranjeros. Más tarde, en 1954, YT Wu se convirtió en el presidente de la organización de las Tres Autonomías. La política oficial prohibía a las entidades religiosas chinas estar bajo el control de entidades extranjeras. Esto resultó especialmente difícil para los católicos, ya que el papa era considerado una entidad tan extranjera.
La Iglesia católica se consideraba extremadamente amenazadora debido a su estructura jerárquica, sus redes a escala nacional y su capacidad para bloquear la penetración del gobierno. China exigía a los católicos lealtad total al Estado, por encima de la lealtad al Papa; la neutralidad política no era una opción.
El Papa Pío XII respondió a estos ataques y persecuciones en su encíclica Evangelii praecones, que se refería a las misiones católicas en todo el mundo, pero incluye sus opiniones sobre la nueva situación en China:

En nuestro tiempo hay países del Extremo Oriente que están siendo purgados con sangre de mártires. Hemos sabido que muchos fieles y también religiosas, misioneros, sacerdotes nativos e incluso obispos han sido expulsados de sus casas, despojados de sus bienes y languidecen en la miseria como exiliados o han sido arrestados, arrojados a la cárcel o a campos de concentración, o a veces cruelmente ejecutados, porque estaban devotamente apegados a su fe.

[...]

Nuestro corazón se sobrecoge de dolor cuando pensamos en las penurias, sufrimientos y muerte de estos nuestros amados hijos. No sólo los amamos con amor paterno, sino que los reverenciamos con veneración paterna, pues somos plenamente conscientes de que su alto sentido del deber se ve coronado a veces con el martirio. Jesucristo, el primer mártir, dijo: "Si a mí me han perseguido, también a vosotros os perseguirán

.
En 1951, el nuncio papal, Arzobispo Riberi, fue expulsado de China. El gobierno chino formó entonces el Movimiento de las Tres Autonomías, para supervisar el liderazgo, las finanzas y la enseñanza católicas. Como los obispos interpretaron esto como un intento hostil de organizar el clero y abandonar la Santa Sede con la excusa del patriotismo y el nacionalismo, se opusieron. En 1953, muchos obispos, sacerdotes y laicos chinos y extranjeros fueron detenidos, muchos de los cuales murieron en la cárcel. No se dispone de cifras exactas.

## Respuestas papales
El Papa Pío XII, en su encíclica Ad Sinarum gentem del 7 de octubre de 1954, advirtió a los pastores chinos que una Iglesia nacional dejaría de ser católica. Adoptó una postura flexible sobre la autonomía financiera y organizativa, afirmando que la Iglesia consideraba las actividades misioneras y de ayuda financiera siempre como transitorias. Por tanto, la capacitación de las instituciones nacionales y la formación del clero nativo eran siempre prioritarias. Al mismo tiempo, no hay que menospreciar la generosidad de otros cristianos, que financian las actividades misioneras. Los sacerdotes extranjeros venían en nombre de Cristo a China, y no como agentes de potencias hostiles. En cuanto a la autonomía para enseñar, estaba de acuerdo, debía diferir según el lugar y ajustarse, cuando fuera posible, a la naturaleza y carácter particular del pueblo chino, y a sus antiguas costumbres tradicionales:

Por último, hay entre vosotros algunos que desearían que vuestra Iglesia fuese completamente independiente, no sólo, como hemos dicho, en lo que se refiere a su gobierno y finanzas, sino también en lo que se refiere a la enseñanza de la doctrina cristiana y a la predicación sagrada, en lo que intentan reclamar "autonomía". No negamos en absoluto que el modo de predicar y de enseñar debe diferir según los lugares y, por tanto, debe ajustarse, cuando sea posible, a la naturaleza y al carácter particular del pueblo chino, así como a sus antiguas costumbres tradicionales. Si esto se hace correctamente, ciertamente se recogerán mayores frutos entre vosotros.

En 1955, se produjo un arresto masivo en la diócesis de Shanghai por parte del gobierno chino. En una noche del 8 de septiembre de 1955, fueron detenidos más de 200 clérigos y fieles, entre ellos el obispo Ignatius Gong Pin-Mei, obispo de Shanghai, que se negó a apoyar los movimientos de "las Tres Autonomías" para independizarse de la Santa Sede.

## Asociación Patriótica Católica China
En julio de 1957, delegados chinos fundaron la Asociación Patriótica Católica China, rompiendo los lazos con el Vaticano, ya que Roma era considerada un instrumento del capitalismo y la agresión estadounidenses. Siguieron largos "cursos de reeducación voluntaria" para clérigos y laicos. Se animó a sacerdotes y obispos a estudiar el marxismo-leninismo, las enseñanzas del Presidente Mao y las políticas para dar una instrucción educada al pueblo chino todos los domingos. Los elementos contrarrevolucionarios eran clérigos que se negaban a participar en el programa patriótico El obispo de Cantón, Dominicus Tang, fue uno de los "contrarrevolucionarios" más destacados. Desde 1957 estaba bajo arresto domiciliario, interrumpido únicamente por "reuniones confesionales" de entre dos y cuatro horas de duración. Detenido el 5 de febrero de 1958, fue acusado de predicar a partir de la encíclica Ad Sinarum gentem del Papa Pío XII. Otros obispos fueron encarcelados y juzgados o exiliados, si eran extranjeros. Tras la destitución de todos los obispos, el gobierno declaró vacantes las véase e instaló a sus propios candidatos. El 24 y el 26 de marzo de 1958, los obispos patriotas tomaron las diócesis de Hankau y Wuchang. Siguieron otras, después de que los legítimos obispos católicos fueran destituidos y sus legítimos representantes también encarcelados, a pesar de las enérgicas protestas del papa Pío XII. Los misioneros extranjeros fueron expulsados; se desconoce el destino de la mayoría de los religiosos nacionales.

## La última encíclica del Papa Pío XII
Con su encíclica Ad Apostolorum principis, el Papa Pío XII protestó contra esta renovada persecución. La ruptura radical con Roma es visible. La encíclica se pregunta por qué fieles y buenos católicos se convierten en cismáticos y concluye que los interminables cursos de reeducación de un mes de duración y los métodos de corrección física y psicológica eran inhumanos pero eficaces. Muchos fueron obligados a hacer "confesiones voluntarias", a vivir en campos de educación, otros fueron arrastrados ante degradantes Conteos de Personas. Por tanto, admite el Pontífice, la Iglesia, al menos a corto plazo, se enfrenta a la oscuridad. Pero ella sigue poseyendo la fuerza de la protesta, de la oración y de la plena confianza en Dios. En su última encíclica, el Papa Pío XII bendice y consuela a quienes, permanecieron fieles a la Santa Sede:

Sed constantes y poned vuestra confianza en Él según las palabras: "Echad sobre Él toda vuestra ansiedad, porque Él cuida de vosotros". Él ve claramente tus angustias y tus tormentos. Particularmente encuentra aceptable el dolor del alma y las lágrimas que muchos de vosotros, obispos y sacerdotes, religiosos y laicos, derramáis en secreto cuando contempláis los esfuerzos de los que se esfuerzan por subvertir a los cristianos que hay entre vosotros. Estas lágrimas, estos dolores y torturas corporales, la sangre de los mártires del pasado y del presente, todo hará que, por la poderosa intervención de María, la Virgen Madre de Dios, Reina de China, la Iglesia en vuestra tierra natal recupere por fin su fuerza y en una época más tranquila brillen sobre ella días más felices.

## Papa Pío XII, escritos sobre China
- 1. Instrucción de la Sagrada Congregación de la Propagación de la Fe sobre cuestiones relacionadas con la misión AAS 1939, 269
- 2. Instrucción de la Sagrada Congregación de la Propagación de la Fe sobre los ritos chinos AAS 1940, 24
- 3. Mensaje de Navidad 24 de diciembre de 1945, AAS 1946, 15
- 4. Alocución a los nuevos Cardenales 2 de febrero de 1946 AAS 1946, 141
- 5. Beatificación de veintinueve mártires chinos, 27 de noviembre de 1946, AAS 1947, 307
- 6. Carta Apostólica Cupimus Imprimis, 18 de enero de 1952, AAS 1952, 153
- 7. Encíclica Ad Sinarum gentem, 7 de octubre de 1954, AAS 1955, 5
- 8. Discurso a los historiadores, 9 de agosto de 1955, AAS 1955, 672.
- 9. Encíclica Ad Apostolorum principis, 29 de junio de 1958, AAS 1958, 601